# JOCDN
JOCDN株式会社（ジェイオーシーディーエヌ）は、東京都千代田区に本社を置く、動画配信プラットフォームの提供を行う企業。インターネットイニシアティブ（IIJ）と日本テレビ放送網（NTV）によって2016年12月1日に設立された。

## 概要
IIJが持つ大規模配信に関する技術力と日テレオンデマンドやHuluといった、日本テレビによる動画配信サービスを融合させた、高品質かつ安定した動画配信を実現するコンテンツデリバリネットワーク（CDN）を放送事業者や動画配信事業者向けに提供する事を目的として、両者の合弁事業として設立。2017年4月より動画配信プラットフォームを動画配信事業者向けに提供しているほか、将来に向けた新たな配信技術やプラットフォームなど放送通信インフラの技術開発も行っている。
設立当初から市場拡大を見込んで、日本テレビ以外の民放各局にも出資を呼びかけており、2017年4月3日に第三者割当増資で在京民放4社（テレビ朝日ホールディングス、TBSホールディングス、テレビ東京ホールディングス、フジテレビジョン）、在阪民放5社（MBSメディアホールディングス、朝日放送、テレビ大阪、関西テレビ放送、讀賣テレビ放送）、在名民放5社（東海テレビ放送、中京テレビ放送、中部日本放送、名古屋テレビ放送、テレビ愛知）が、2019年4月12日にWOWOWが出資した。
また、NHKオンデマンドを保有し、2020年4月からNHKプラス（インターネットでのテレビ放送常時同時配信サービス）の開始を予定している日本放送協会（NHK）も2020年2月4日にJOCDNへの出資を行っている。

## 歴代社長
- 2016年12月～2020年6月　篠崎俊一
- 2020年6月～2022年6月　上村明
- 2022年6月～　米山直志